# Pácoro de Lázica
Pácoro (em latim: Pacorus; em grego: Πάκορος; romaniz.: Pákoros; em parta: Pakor) foi um rei dos lazes do século II, um povo da Cólquida. 

## Nome
Pácoro (Pacorus; Πάκορος, Πακώρος, Παχορος, Pákoros, Pakṓros, Pachoros), Pacores (Πακορης, Pakorēs), Pácuro (Πάκουρος, Pákouros), Pacúrio (Pacurius; Πακούριος, Pakoúrios) ou Bacúrio (Bacurius; Βακούριος, Bakoúrios) são as formas latina e grega do iraniano médio Pacur (Pakur), derivado do iraniano antigo Baguepur (bag-puhr), "filho de um deus". Foi registrado em armênio (Բակուր) e georgiano (ბაკური) como Bacur (Bakur), em siríaco como Pacor (ܦܩܘܪ, Paqor), em gandari como Pacura (𐨤𐨐𐨂𐨪) e em aramaico como Pacur (𐡐𐡊𐡅𐡓𐡉, pkwry).

## Vida
As origens de Pácoro são desconhecida. Sua nomeação à realeza pelo imperador romano Antonino Pio (r. 138–161) é mencionada na Historia Augusta, possivelmente escrita no século IV, imediatamente após relatar uma visita a Roma de Farasmanes III (r. 135–185). A ascensão de Pácoro pode ter marcado o início da ascendência dos lazes na Cólquida e a solidificação do Reino da Lázica. Pácoro é identificado pelos estudiosos georgianos Tedo Dondua e Akaki Chikobava com o "rei Pácoro" de uma inscrição grega numa taça de prata encontrada por uma equipe de arqueólogos russos em um túmulo em Achmarda, no norte da Abecásia, em 2005. O texto transmite uma mensagem real de estilo oriental: "Eu, Pácoro, o rei, dei às [minhas] ovelhas", aparentemente dirigida aos súditos do rei que viviam na área.